# Mendidius atricolor
Mendidius atricolor är en skalbaggsart som beskrevs av Edmund Reitter 1892. Mendidius atricolor ingår i släktet Mendidius och familjen Aphodiidae. Inga underarter finns listade i Catalogue of Life.